# Las Vegas (balneario de Uruguay)

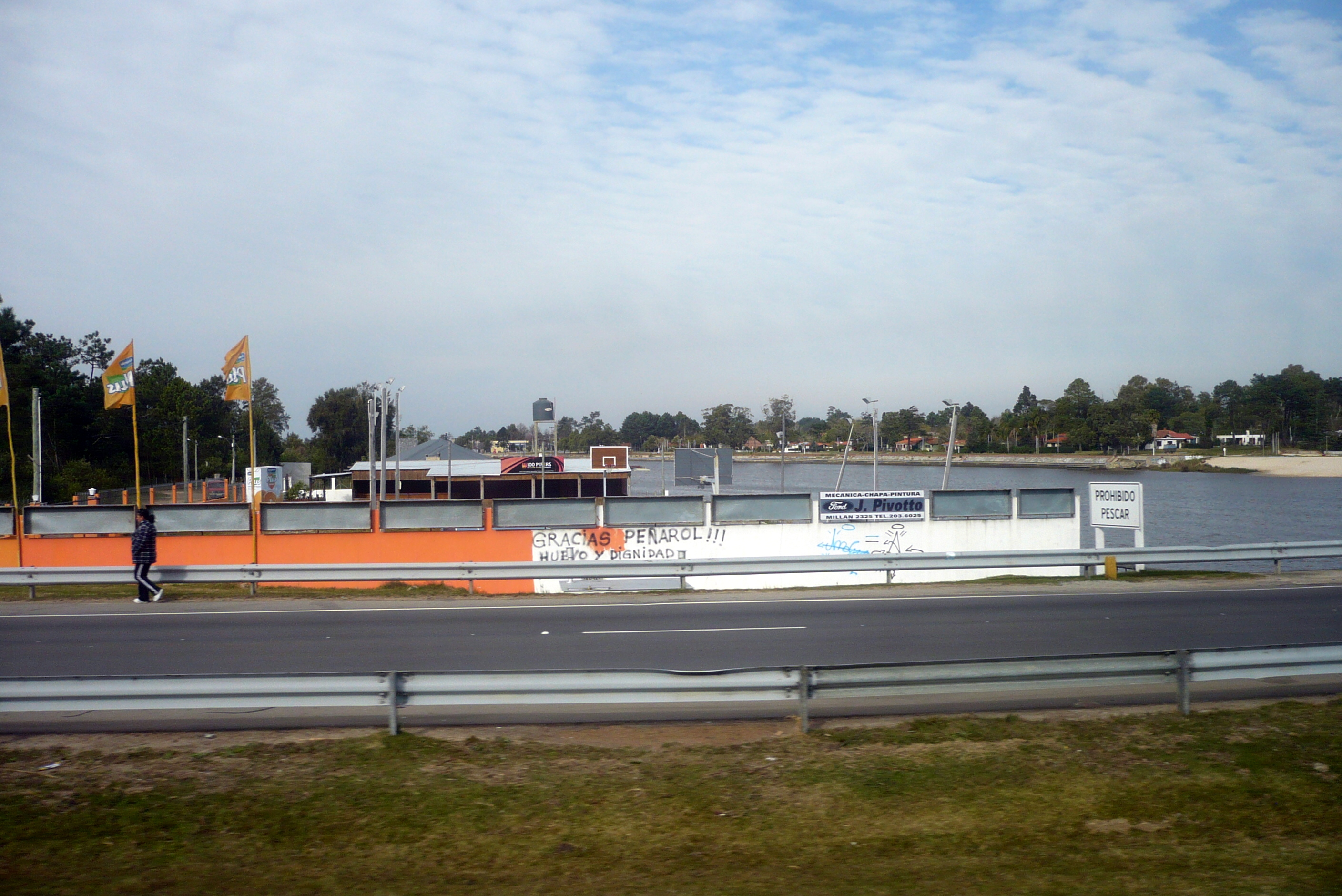
Las Vegas (balneario de Uruguay).

Las Vegas es un balneario ubicado en la Costa de Oro, Uruguay, sobre la Ruta Interbalnearia en el litoral del Río de la Plata, limitando con los balnearios Parque del Plata al oeste y La Floresta al este.
El balneario constituye un remanso que se ubica frente al Arroyo Solís Chico, ubicado sobre ambos lados de la Ruta Interbalnearia. Se extiende desde el histórico Paso de las Toscas hasta las cercanías del Río de la Plata, en el límite con el barrio residencial Villa del Mar de La Floresta.

## Características
No posee área comercial propiamente dicha, y es por esto que depende en este aspecto de las localidades vecinas. Cuenta con unas pocas familias residentes y varios chalets de visitantes de fin de semana. Sin embargo, nuevas inversiones de carácter turístico están cambiando la fisonomía tradicional del lugar, embelleciendo la margen oriental del arroyo.
En este balneario se encuentra la Torre Tanque de Agua Dieste, una obra de Eladio Dieste ubicada en un espacio verde, en el marco del programa "Construyendo 100 Plazas en Canelones", perteneciente a la Intendencia Municipal de Canelones.